# Bob-Weltmeisterschaft 1983
Die 37. Bob-Weltmeisterschaft fand 1983 Lake Placid in den Vereinigten Staaten statt. Es war die sechste Weltmeisterschaft, die dort ausgetragen wurde.

## Männer

### Zweierbob
| Platz | Land | Sportler                                   | Zeit        |
| ----- | ---- | ------------------------------------------ | ----------- |
| 1     | SUI  | Ralph Pichler Urs Leuthold                 | 4:01,42 min |
| 2     | SUI  | Erich Schärer Max Rüegg                    | +1,31 s     |
| 3     | GDR  | Wolfgang Hoppe Dietmar Schauerhammer       | +2,89 s     |
| 4     | ITA  | Guerrino Ghedina Paolo Scaramuzza          | +3,37 s     |
| 5     | AUT  | Walter Delle Karth jun. Johann Lindner     | +3,82 s     |
| 6     | FRG  | Andreas Weikenstorfer Hans Jürgen Hartmann | +4,09 s     |
| 7     | FRG  | Klaus Kopp Hans-Joachim Schumacher         | +4,44 s     |
| ...   | ...  | ...                                        | ...         |
| 200   | GDR  | Detlef Richter Ingo Voge                   | +10,75 s    |

Datum: 19./20. Februar 1983

### Viererbob
| Platz | Land   | Sportler                                                                 | Zeit        |
| ----- | ------ | ------------------------------------------------------------------------ | ----------- |
| 1     | SUI II | Ekkehard Fasser Hans Märchy Kurt Poletti Rolf Strittmatter               | 3:57,24 min |
| 2     | FRG I  | Klaus Kopp Gerhard Oechsle Günther Neuburger Hans-Joachim Schumacher     | +0,56 s     |
| 3     | GDR I  | Detlef Richter Thomas Forch Henry Gerlach Dietmar Jerke                  | +0,87 s     |
| 4     | GDR II | Wolfgang Hoppe Roland Wetzig Dietmar Schauerhammer Ingo Voge             | +1,18 s     |
| 5     | AUT II | Walter Delle Karth jun. Johann Lindner Günter Krispel Ferdinand Grössing | +2,37 s     |
| 6     | USA I  | Renton Chuck Leonowicz Hopper Flanagan                                   | +3,30 s     |

Datum: 26./27. Februar 1983

## Medaillenspiegel
| Platz | Land                            | Gold | Silber | Bronze | Gesamt |
| ----- | ------------------------------- | ---- | ------ | ------ | ------ |
| 1     | Schweiz                         | 2    | 1      | 0      | 3      |
| 2     | BR Deutschland                  | 0    | 1      | 0      | 1      |
| 3     | Deutsche Demokratische Republik | 0    | 0      | 2      | 2      |